# Sphaerocoryne gracilis
Sphaerocoryne gracilis är en kirimojaväxtart som först beskrevs av Daniel Oliver, Adolf Engler och Friedrich Ludwig Diels, och fick sitt nu gällande namn av Bernard Verdcourt. Sphaerocoryne gracilis ingår i släktet Sphaerocoryne och familjen kirimojaväxter.

## Underarter
Arten delas in i följande underarter:
- S. g. engleriana
- S. g. gracilis